# Fortaleza de Forchheim
La fortaleza de Forchheim (en alemán: Festung Forchheim) es una fortaleza de principios del siglo XVI construida en torno al casco antiguo de Forchheim, en la Alta Franconia bávara, al sur de Alemania. Se encuentra ubicada en el área metropolitana de Núremberg, en los límites de la región apodada la Suiza Francona, por lo que se le conoce en el folclore local como la Puerta de la Suiza Francona.
La fortaleza es recordada por su gran efectividad durante la guerra de los Treinta Años, habiendo repelido en múltiples ocasiones los intentos de las tropas suecas de hacerse con la ciudad y, con ella, con la región entera. Apodada en su día «el último bastión» del norte bávaro, se considera que, junto a la fortaleza Rosenberg (en Kronach), tuvo un papel crucial en la conservación del catolicismo en el antaño reino y actualmente estado de Baviera.
Hoy en día, alrededor de un tercio de las fortificaciones —tanto los originales como los más tardíos (del siglo XVII)— siguen existiendo como monumentos, integrados en los espacios verdes urbanos. Las estructuras más tardías, con elementos barrocos, son una rareza arquitectónica en la Europa Central. De hecho, en toda Baviera, solo Wurzburgo cuenta con estructuras similares. De la muralla original se han conservado algunos de sus notables baluartes renacentistas en estado perfecto.

## Historia y arquitectura
La fortaleza de Forchheim fue mandada a construir en 1552 por orden del príncipe-obispo de Bamberg en el marco de la segunda guerra de los Margraves. A comienzos de ese mismo año, tropas de Alberto Alcibíades, margrave de Brandeburgo-Kulmbach (príncipe de Bayreuth), se habían hecho con la plaza, pero la abandonaron tres meses más tarde, permitiendo que Claus von Egloffstein, al frente de las tropas imperiales, volviera a conquistar la ciudad para el principado episcopal de Bamberg. Con el fin de prevenir ataques similares, se decidió ampliar la ciudad hacia el sur y convertirla en una fortaleza fronteriza, siguiendo los modelos italianos de arquitectura militar (los más avanzados de la época). Esta ampliación y fortificación de la ciudad servirían también para compensar la pérdida de Núremberg y su importante sistema defensivo, que conforme lo acordado en la Paz de Augsburgo (septiembre de 1555) dejó de ser territorio del obispado de Bamberg (la misma Núremberg había adoptado la reforma protestante dos décadas antes, pero un acuerdo con la Liga de Esmalcalda aseguraba la paz, que duró hasta este conflicto).
Los trabajos de construcción comenzaron en 1553 con el baluarte de San Vito al sur del castillo de Forchheim, al que en 1562 se unió otro baluarte cerca de la torre Saltor (Saltorturm). La esquina nororiental estaba defendida por una torre de artillería redonda, y se construyeron cuatro puertas de entrada principales: la puerta de Bamberg (1557), la puerta de Reuther (1567), la antigua puerta de Núremberg (1570) y la puerta de Sattler (1578-79). Los accesos fluviales sobre el Wiesent estaban protegidos por dos castillos de agua, de los que actualmente solo se conserva el del norte.

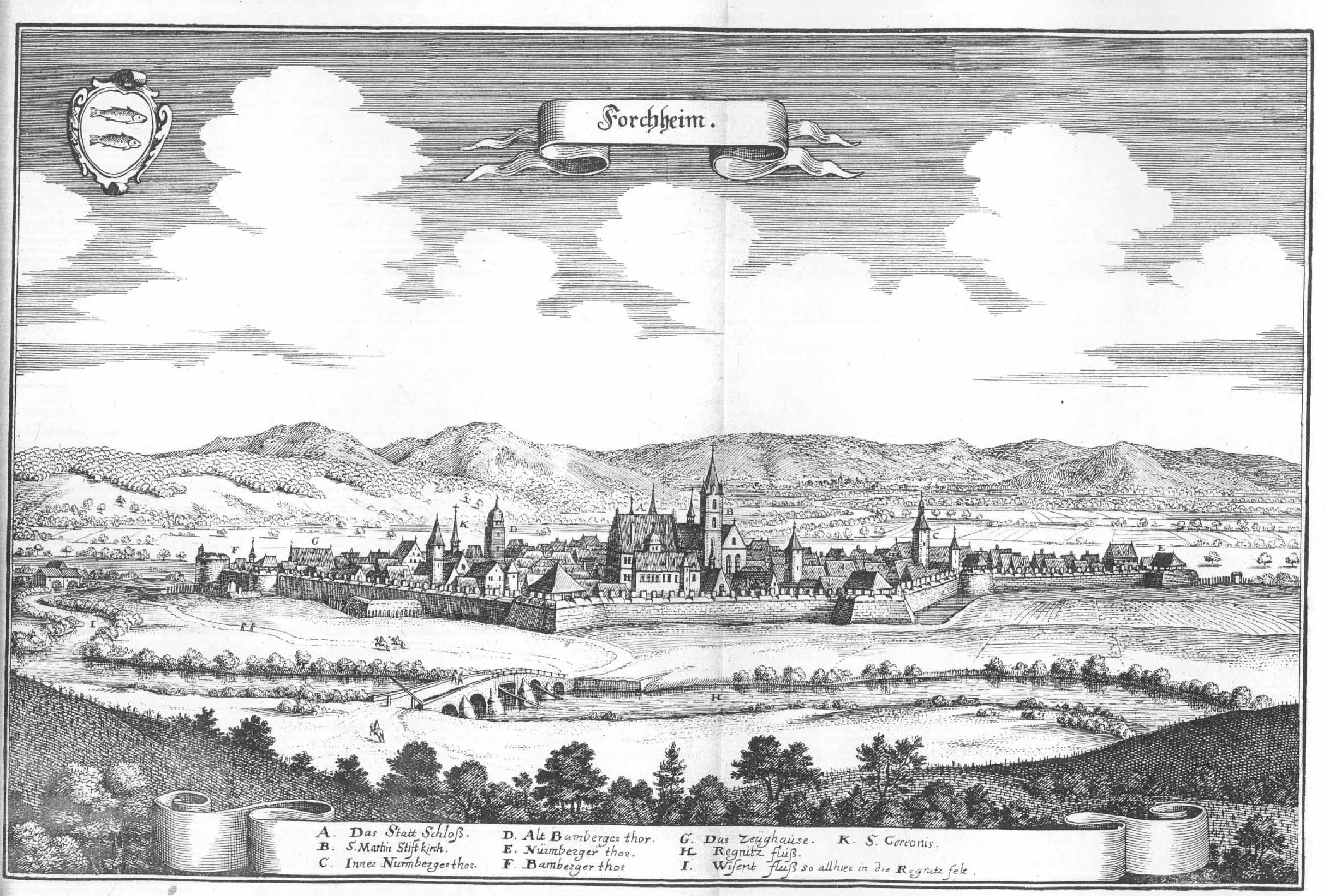
La fortaleza de Forchheim, vista desde el oeste (Topographia Franconiae, 1648)

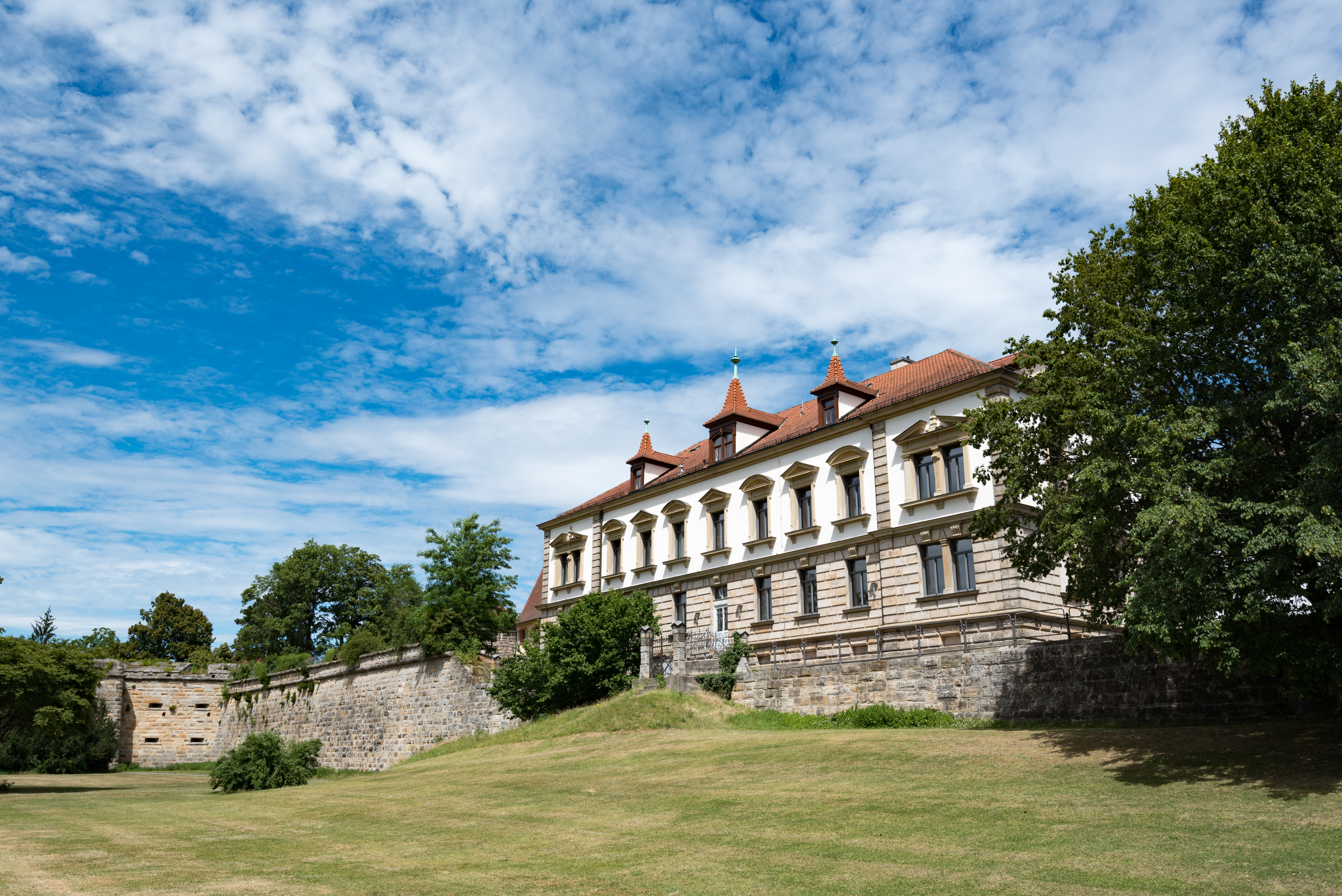
El bastión de San Vito, junto a una edificación del.

### Expansión
En esta condición se encontraban las defensas de Forchheim en vísperas de la guerra de los Treinta Años (1618-1648), después de que a comienzos del siglo XVII los trabajos en las fortificaciones se detuvieran, dedicando los recursos y mano de obra a otras labores necesarias para una urbe en expansión. Aunque gran parte de la muralla del siglo anterior estaba de hecho construida, el conflicto aceleró la construcción de estructuras más al día con los avances militares de la época y la terminación de las defensas faltantes en la muralla. La ciudad contaba entonces con unos 20 000 hombres hábiles entre sus residentes y los de las villas adyacentes, que podían reunirse con sus armas y provisiones si se diera la necesidad, y estaba preparada para hasta un año de asedio (habiendo recomendado a sus conciudadanos a hacer acopio de provisiones para un período de esta duración).
Durante la intervención sueca en la guerra (en su fase más tardía), la fortaleza hizo frente, exitosamente, a varios intentos de conquistarla. En marzo de 1633, un gran ataque sorpresa coordinado desde Núremberg (entonces ciudad afín al rey sueco) fue el primero de una serie de fracasos de las tropas escandinavas de tomar la ciudad. Cuatro semanas después, optaron por una campaña de asedio que duraría seis meses (hasta principios de octubre), pero que tampoco resultó exitosa, ya que la ciudad estaba preparada para esta eventualidad. A mediados de junio, Bernardo de Sajonia-Weimar, comandante en jefe de las fuerzas suecas y recién nombrado (honoríficamente) duque de Franconia (tras haber conquistado las importantes plazas de Wurzburgo y Bamberg), se presentó personalmente en el campo de batalla. Tras dos semanas de disparos masivos de artillería de ambos bandos, la campaña se concluyó con numerosas bajas entre las filas suecas y sin poder acercarse a la ciudad. Fue la primera y más notable derrota de Weimar antes de la Batalla de Nördlingen.
La fortaleza de Frochheim propició que la ciudad se convirtiera en refugio para muchos residentes de la región y lugar donde poner a salvo sus objetos de valor. En el aspecto logístico, sirvió como lugar de concentración de tropas y abastecimiento, aunque lo cierto es que la presencia de tantos soldados resultó perniciosa para los residentes locales, ya que una vez denegada su petición de ser mejor recompensados por el príncipe elector, las redadas y robos violentos se volvieron tan comunes, que pusieron en grave peligro a la ciudad entera.
Pese a que la guerra de los Treinta Años terminó en 1648, el proceso de renovación de la fortaleza de Forchheim duraría la mayor parte del siglo XVII, culminando en las mejoras del lado sur de la muralla a finales del siglo. Los trabajos en los lados norte y sur de la muralla tuvieron especial enfoque debido a la situación político-militar de la región. Al norte, la ciudad episcopal de Bamberg contaba con unas defensas desactualizadas, por lo que dependía de la protección de los municipios de su diócesis, desde Forchheim al sur hasta Kronach al norte (por la frontera con Turingia). Por otro lado estaba la ciudad libre (y protestante) de Núremberg, más al sur, cuya colaboración en siglos posteriores con la Franconia católica resultaría de gran valor para la defensa del territorio.

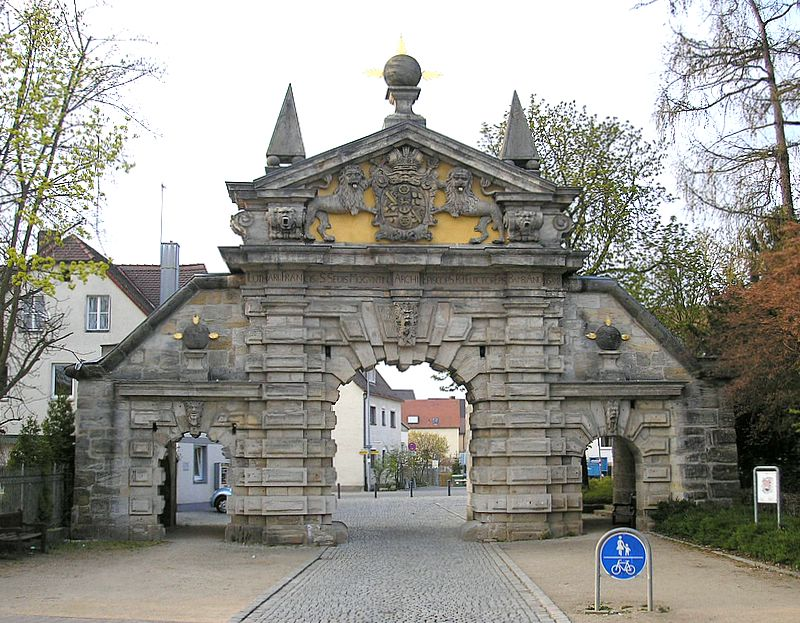
La Nürnberger Tor (puerta de Núremberg), de 1698, es el único elemento conservado en su totalidad en el lado sur de la muralla ampliada. En ella comenzaba el camino que se dirigía a Núremberg, más al sur.

A mitades del siglo XVII, las nuevas fortificaciones, que recibían nombres de santos venerados en esta región, seguían en parte el estilo de la traza italiana. En 1655, se construyeron las defensas de Santa Cunegunda al este, seguidas un año después por las de San Felipe. Las defensas de San Valentino (un bastión de 1657 en el zwinger de la muralla) y las de San Enrique (conocidas como Dreikirchen) se conservan hasta la actualidad, algunas relativamente intactas (o restauradas) y otras en estado de ruinas. En 1675, se incorporaron las defensas de San Pedro (el baluarte Dernbach) en el noreste, y en 1683 las de San Martín, siendo las más grandes y destacadas de todas (conocidas como Neuwerk, ‘Obra nueva’). Estas fortificaciones ya no existen a día de hoy.

### SiglosXVIII-XIX

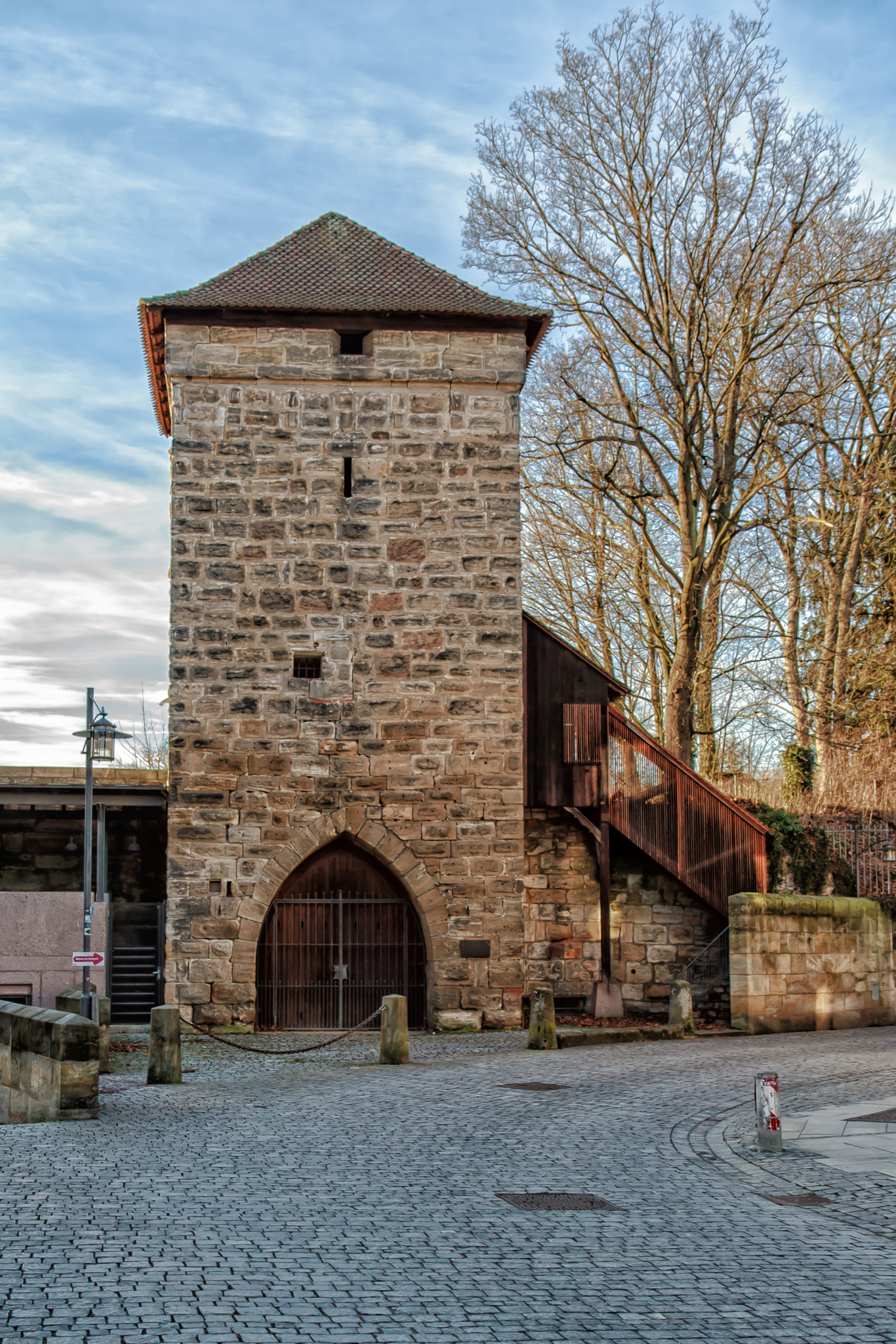
La Saltorturm

En 1706, el príncipe-obispo Lothar Francisco de Schönborn (príncipe elector de Maguncia) envió a Maximilian von Welsch, un destacado arquitecto alemán y experto en arquitectura militar, para dirigir las mejoras de la muralla y su ampliación, que se hacía posible con la incorporación de terrenos exteriores, antes usados con fines agrícolas. La imponente estructura incluía a diez baluartes unidos por largas cortinas, delante de las cuales se encontraba un foso de 30 metros de ancho que los separaba de las defensas exteriores (principalmente los revellines). El acceso a través del río se facilitó por un puente extendido entre dos castillos amurallados. Los muros, inclinados hacia dentro, que en su día tenían entre 10 y 14 metros de altura, están actualmente parcialmente enterrados (por lo que parecen más bajos de lo que eran en realidad). 
La última etapa de la ampliación de la fortaleza fue un momento en el que la ciudad misma vivía su propia expansión y modernización, erigiéndose numerosos edificios administrativos y representativos del centro de la ciudad, con la participación de algunos de los expertos más notables de la época —la mayoría pertenecientes a la diócesis—, como el arquitecto barroco e ingeniero militar Balthasar Neumann o el arquitecto del rococó Johann Michael Küchel. Neumann fue quien diseñó y dirigió la construcción del cuartel de los dragones entre 1730 y 1733 (actualmente un monumento histórico de la ciudad), mientras que el cuartel de la comandancia en la plaza de Desfiles (Paradeplatz, nombre común para las plazas de armas) fue diseñado por Küchel.
Con la secularización de la diócesis de Bamberg (en el marco de la mediatización de Baviera), la fortaleza pasó a manos del Electorado de Baviera hasta 1806, año en que —tras la desintegración del Sacro Imperio Romano Germánico— este se convirtiera en el Reino de Baviera. En 1838, el ejército bávaro revocó el estatus de fortaleza de la ciudad, ya que sus anticuadas defensas se habían vuelto prescindibles. En 1875, la ciudad adquirió gran parte de las fortificaciones para su demolición, un proceso que resultó ser bastante lento. Incluso después de la Primera Guerra Mundial, todavía se llevaron a cabo algunas demoliciones del plan original del siglo XIX. El material extraído de las estructuras demolidas fue utilizado, entre otros, para la construcción del gymnasium municipal y de la iglesia de Hallerndorf, un municipio al noroeste de Forchheim. Los tramos de la muralla en el norte y el noreste tuvieron mejor suerte, habiendo sido rediseñados como un extenso parque, usado por la población local con fines recreativos.